# Jacques Denoël
Jacques Denoël (Tilff, 1963) is een Belgisch striptekenaar en docent. Hij was de opvolger van André Juillard voor de reeks Arno in de periode 1994-1997. Vanaf 1999 tekende hij ook voor de educatieve reeks De reizen van Alex. Tussen 2005 en 2007 verscheen zijn eigen serie Les Déesses in samenwerking met de scenarist Michel Pierret.

## Carrière
Denoël studeerde aan de Academie voor Schone Kunsten in Luik.
Hij tekende in 1991 het album Le Jeu de Kermadec in de reeks Les Aventures de Valérie, dat door Glénat werd gepubliceerd. In 1992 leverde hij bijdragen aan het maandblad Le Bouquine van Bayard Presse. In datzelfde jaar werd hij gevraagd om samen te werken met Jacques Martin. Hij volgde André Juillard op als tekenaar voor de historische reeks Arno. Denoël tekende tussen 1994 en 1997 drie albums in deze reeks. Vanaf 1999 maakte Denoël ook illustraties voor de educatieve reeks De reizen van Alex. Hij tekende Antieke klederdracht 1 (1999), Le costume antique 2 (2000, niet vertaald), Le costume antique 3 (2002, niet vertaald) De Etrusken 1 (2004), De Etrusken 2 (2007) en Nimes Le Pont du Gard (2012, niet vertaald).
In 2005 en 2007 maakte hij samen met scenarist Michel Pierret de reeks Les Déesses. Deze reeks speelt tijdens de jaren dertig van de 20e eeuw en volgt twee archeologen die twee mensen uit het Oude Griekenland ontmoeten.
Denoël is tevens docent aan de Academie van Schone Kunsten in Luik.
- Bibliothèque nationale de France: cb129026511 (data)
- International Standard Name Identifier: 0000 0000 0049 7660
- Nederlandse Thesaurus van Auteursnamen: 120465302
- Système universitaire de documentation: 07862228X
- Virtual International Authority File: 64134210